# Benevides
Benevides là một đô thị thuộc bang Pará, Brasil. Đô thị này có diện tích 187,868 km², dân số năm 2007 là 43272 người, mật độ 230,33 người/km².